# Niké liga 2025/2026
Niké liga 2025/2026 bude 33. sezónou nejvyšší slovenské fotbalové soutěže klubů. Hrát ji bude 12 týmů. Sedminásobný obhájce titulu je Slovan Bratislava.
Z 2. ligy 2024/2025 postoupil Tatran Prešov, který nahradil sestupující Banskou Bystrici.

## Týmy
| FC DAC 1904 Dunajská Streda | Tatran Prešov          | FC Košice               | FK Železiarne Podbrezová    |
| --------------------------- | ---------------------- | ----------------------- | --------------------------- |
| MOL Aréna                   | Štadión Tatran         | Košická futbalová aréna | ZELPO Aréna                 |
| Kapacita: 12,700            | Kapacita: 6,500        | Kapacita: 12,555        | Kapacita: 4,000             |
|                             |                        |                         |                             |
| MFK Ružomberok              | MFK Skalica            | ŠK Slovan Bratislava    | FC Spartak Trnava           |
| Štadión pod Čebraťom        | Štadión MFK Skalica    | Tehelné pole            | Štadión Antona Malatinského |
| Kapacita: 4,876             | Kapacita: 2,600        | Kapacita: 22,500        | Kapacita: 18,200            |
|                             |                        |                         |                             |
| AS Trenčín                  | MFK Zemplín Michalovce | KFC Komárno             | MŠK Žilina                  |
| Štadión na Sihoti           | Štadión MFK Zemplín    | Štadión FC ViOn         | Štadión pod Dubňom          |
| Kapacita: 10,000            | Kapacita: 4,400        | Kapacita: 4,008         | Kapacita: 10,897            |
|                             |                        |                         |                             |

### Personál a sponzoři
| Tým                 | Prezident       | Trenér           | Kapitán            | Výrobce dresů | Sponzor dresů |
| ------------------- | --------------- | ---------------- | ------------------ | ------------- | ------------- |
| DAC Dunajská Streda | Tibor Végh      | Branislav Fodrek | Yhoan Andzouana    | Macron        | Kukkonia      |
| Tatran Prešov       | Ľuboš Micheľ    | Jaroslav Hynek   | Patrik Šimko       | Adidas        | Niké          |
| Košice              | Dušan Trnka     | Roman Skuhravý   | Ján Krivák         | Adidas        | Niké          |
| Podbrezová          | Július Kriváň   | Štefan Markulík  | Matej Oravec       | Adidas        | Niké          |
| Ružomberok          | Ľubomír Golis   | Ondřej Smetana   | Martin Chrien      | Adidas        | Niké          |
| Skalica             | Peter Bartoš    | David Oulehla    | Martin Nagy        | Adidas        | Tipsport      |
| Slovan Bratislava   | Ivan Kmotrík    | Vladimír Weiss   | Vladimír Weiss ml. | Adidas        | Niké          |
| Spartak Trnava      | Peter Macho     | Michal Ščasný    | Martin Mikovič     | Puma          | Tipsport      |
| Trenčín             | Róbert Rybníček | Ricardo Moniz    | Damián Bariš       | Macron        | Tipsport      |
| Zemplín Michalovce  | Ján Sabol       | Anton Šoltis     | Igor Žofčák        | Adidas        | Tipsport      |
| Komárno             | Juraj Baráth    | Mikuláš Radványi | Martin Šimko       | Adidas        | MOL           |
| Žilina              | Jozef Antošík   | Petr Ruman       | TBA                | Nike          | Preto         |

### Změny trenéra
| Tým            | Předchozí trenér | Důvod změny              | Datum odchodu   | Pozice v tabulce | Nový trenér   | Datum příchodu  |
| -------------- | ---------------- | ------------------------ | --------------- | ---------------- | ------------- | --------------- |
| Trenčín        | Ivan Galád       | Konec kontraktu          | 10. června 2025 | Před sezónou     | Ricardo Moniz | 10. června 2026 |
| MŠK Žilina     | Michal Ščasný    | Odchod k Spartaku Trnava | 6. června 2024  | Před sezónou     | Petr Ruman    | 6. června 2026  |
| Spartak Trnava | Michal Gašparík  | Odchod ke Górnik Zabrze  | 6. června 2025  | Před sezónou     | Michal Ščasný | 6. června 2025  |